# 옥정 나들목
옥정 나들목(Okjeong IC)은 경기도 양주시 율정동에 설치된 수도권제2순환고속도로의 2번 교차로이다. 포천방향 진입과 양주방향 진출만 가능하다.

## 연혁
- 2012년 6월 5일: 구리포천고속도로 신설을 위해 양주시 도시계획시설 교통광장에 율정동 일원을 옥정 나들목으로 고시[1]
- 2014년 12월 24일: 수도권제2순환고속도로 (화도 ~ 포천, 파주 ~ 포천) 구간 노선 접속을 위한 구리포천고속도로 민간투자사업 실시계획 변경으로 인해 포천시 도시계획시설 교통광장 면적 변경[2]
- 2017년 6월 30일: 세종포천고속도로 지선 구간 개통과 함께 영업 개시[3]
- 2021년 9월 7일: 세종포천고속도로 지선에서 수도권제2순환고속도로 구간으로 분리[4]

## 접속하는 도로
- 국가지원지방도 제56호선 (화합로)

## 구조물 정보
- 위치: 경기도 양주시 율정동
- 영업소: 경기도 양주시 화합로 1561-233